# Renzo Provinciali
Renzo Provinciali (Parma, 14 marzo 1895 – Roma, 2 ottobre 1981) è stato un artista e avvocato italiano.
Nel 1909, a quattordici anni, partecipò alla costituzione del Fascio anticlericale «Francesco Ferrer».

Nel 1911 si avvicina futurismo scrivendo al poeta Aldo Palazzeschi per sollecitare un comizio di Filippo Tommaso Marinetti presso la Camera del lavoro: in seguito di ciò organizzò una manifestazione futurista a Parma, seguita dall'interessamento di Marinetti che scrisse il «Manifesto futurista ai cittadini di Parma» (11 maggio 1911), tenendo nel mese di giugno presso la Camera del lavoro di Parma il discorso «Bellezza e necessità della violenza». In quell'anno Provinciali creò, tramite il «Circolo libertario di Studi Sociali», un circolo futurista a Parma, attivo sino al 1913.

Sempre a Parma in quegli anni fondò "La Sferza" e "La Barricata", testate di impronta anarchica che ebbero breve vita: il 1º maggio 1912, nel primo numero de "La Barricata", la cui testata fu progettata da Carlo Carrà, pubblicò il manifesto 'Anarchia e Futurismo', prendendo posizione contro Marinetti.

Pubblica nel frattempo i versi futuristi Perù, Dinamite, Voli, Vita mea (1912).

Nel biennio 1914-15, collaborò intensamente a "L'Avvenire Anarchico" di Pisa e nel 1914 pubblicò "Alceste de Ambris nel suo disastro morale".

Per i suoi articoli subì alcuni processi, e per oltre vent'anni fu tenuto sotto osservazione dalla polizia.
Conclusa la parentesi anarco-futurista, durante la quale fu anche allontanato dalle scuole, proseguì gli studi, laureandosi in giurisprudenza.

Dopo aver esercitato la professione di avvocato, specializzandosi in diritto fallimentare, divenne docente universitario a Parma e successivamente vice-rettore a Roma.